# Joel Thorne
Joel Thorne (New York, 16 oktober 1914 - North Hollywood, 17 oktober 1955) was een Amerikaans autocoureur. Hij schreef zich in 1938, 1939, 1940, 1941 en 1950 voor de Indianapolis 500. Zijn beste resultaat was een vijfde plaats in 1940, enkel in de editie van 1950, die ook deel uitmaakte van het Formule 1-kampioenschap, wist hij zich niet te kwalificeren.
Thorne ontwierp ook zelf auto's, waaronder die van George Robson die daarmee de Indianapolis 500 in 1946 won.
Hij overleed nadat hij in zijn privévliegtuig in een appartement crashte, met wat ooggetuigen omschreven als "stunten", waarbij acht doden vielen.